# Kleobule (Gattin des Alektryon)
Kleobule (altgriechisch Κλεοβούλη Kleoboúlē) ist eine Frauengestalt der griechischen Mythologie.
Kleobule heiratete den Böotier Alektryon. Sie gebar ihrem Gemahl den Leitos, der zu den Argonauten gehören und später einer der Anführer der Böotier im Trojanischen Krieg werden sollte.